# Guttorm Berge
Guttorm Berge (ur. 19 kwietnia 1929 w Vardal, zm. 13 marca 2004 w Høvik) – norweski narciarz alpejski, brązowy medalista olimpijski i brązowy medalista mistrzostw świata.

## Kariera
Największy sukces w karierze Guttorm Berge osiągnął w 1952 roku, kiedy zdobył brązowy medal w slalomie podczas igrzysk olimpijskich w Oslo. W zawodach tych wyprzedzili go jedynie Austriak Othmar Schneider oraz inny reprezentant Norwegii, Stein Eriksen. Po pierwszym przejeździe Berge zajmował szóste miejsce, jednak w drugim przejeździe uzyskał trzeci czas, co pozwoliło mu przesunąć się na ostatni stopień podium. Czwartego zawodnika tych zawodów, Włocha Zeno Colò wyprzedził o zaledwie 0,1 sekundy. Na tych samych igrzyskach wystąpił także w gigancie, zajmując trzynaste miejsce. Na rozgrywanych cztery lata później igrzyskach olimpijskich w Cortina d’Ampezzo ponownie wystartował w gigancie i slalomie, jednak w obu tych konkurencjach został zdyskwalifikowany. W międzyczasie Norweg wystąpił na mistrzostwach świata w Aspen w 1950 roku, gdzie rywalizację w gigancie ukończył na ósmej pozycji. Brał także udział w slalomie podczas mistrzostw świata w Åre, jednak nie ukończył zawodów.
Kilkukrotnie zdobywał mistrzostwo Norwegii: w zjeździe i kombinacji w 1948 roku, w slalomie w 1956 roku oraz w gigancie w latach 1956 i 1958. Dwukrotnie zwyciężał też w zawodach Holmenkollen Kandahar: w 1949 roku wygrał kombinację, a trzy lata później był najlepszy w gigancie.

## Osiągnięcia

### Igrzyska olimpijskie
| Miejsce | Dzień       | Rok  | Miejscowość       | Konkurencja | Czas biegu | Strata | Zwycięzca        |
| ------- | ----------- | ---- | ----------------- | ----------- | ---------- | ------ | ---------------- |
| 13.     | 15 lutego   | 1952 | Oslo              | Gigant      | 2:25,0 min | +9,5 s | Stein Eriksen    |
| 3.      | 19 lutego   | 1952 | Oslo              | Slalom      | 2:00,0 min | +1,7 s | Othmar Schneider |
| DSQ     | 29 stycznia | 1956 | Cortina d’Ampezzo | Gigant      | 3:00,1 min | -      | Toni Sailer      |
| DSQ     | 31 stycznia | 1956 | Cortina d’Ampezzo | Slalom      | 3:14,7 min | -      | Toni Sailer      |

### Mistrzostwa świata
| Miejsce | Dzień       | Rok  | Miejscowość       | Konkurencja | Czas biegu  | Strata | Zwycięzca        |
| ------- | ----------- | ---- | ----------------- | ----------- | ----------- | ------ | ---------------- |
| 8.      | 14 lutego   | 1950 | Aspen             | Gigant      | 1:54,4 min  | +2,1 s | Zeno Colò        |
| 13.     | 15 lutego   | 1952 | Oslo              | Gigant      | 2:25,0 min  | +9,5 s | Stein Eriksen    |
| 3.      | 19 lutego   | 1952 | Oslo              | Slalom      | 2:00,0 min  | +1,7 s | Othmar Schneider |
| DNF     | 1 marca     | 1954 | Åre               | Slalom      | 2:20,06 min | -      | Stein Eriksen    |
| DSQ     | 29 stycznia | 1956 | Cortina d’Ampezzo | Gigant      | 3:00,1 min  | -      | Toni Sailer      |
| DSQ     | 31 stycznia | 1956 | Cortina d’Ampezzo | Slalom      | 3:14,7 min  | -      | Toni Sailer      |